# Pseudohippopsis allardi
Pseudohippopsis allardi là một loài bọ cánh cứng trong họ Cerambycidae.